# Nationalisme galicien
 (décembre 2022).
Si vous disposez d'ouvrages ou d'articles de référence ou si vous connaissez des sites web de qualité traitant du thème abordé ici, merci de compléter l'article en donnant les références utiles à sa vérifiabilité et en les liant à la section « Notes et références ».
Le nationalisme galicien est le courant politique nationaliste de la communauté autonome de Galice, en Espagne. C'est un mouvement social avec ses dimensions culturelles et politiques qui revendique que la Galice soit reconnue comme une nation. Les différents acteurs, partis politiques et personnalités historiques, sont à des degrés divers imprégnés de galléguisme.
La naissance du nationalisme galicien proprement dit démarre, d'après la plupart des auteurs,, avec les « confréries de la langue » (Irmandades da Fala 1916 - 1936), première organisation politique à revendiquer le retour du monolinguisme. Le galléguisme nationaliste atteindra un complet épanouissement avec la création du Parti galléguiste (Partido Galeguista) en 1931.
Pendant la Transition démocratique espagnole, la tentative de restaurer le Parti galléguiste (Partido Galeguista), essentiellement de centre droit, ne connait pas de succès électoral face au fraguisme, également de centre-droit. C'est avec le Bloque Nacionalista Galego (BNG — Bloc nationaliste galicien) que le nationalisme galicien acquiert une implantation sociale et une représentation politique. Aujourd'hui, ce parti est concurrencé par En Marea, une coalition de gauche radicale proche de Podemos et qui reprend en partie des thématiques nationalistes.

Estreleira, drapeau utilisé par les galléguistes de gauche au milieu du XXe siècle et devenu l'emblème des revendications nationalistes à la fin du XX.

## Idéologies
Le nationalisme galicien est composé essentiellement par deux courants :
- l'un, majoritaire, qui se reconnaît dans le cadre de l'autonomie avec une évolution de l'État espagnol vers un État fédéral ou confédéral ;
- l'autre, minoritaire, celui de la gauche indépendantiste, revendique la rupture avec l'État espagnol et la rupture avec le modèle de la société capitaliste.

Toutefois ces deux courants partagent des objectifs communs, la défense de la langue galicienne et de la culture galicienne, la reconnaissance de la Galice comme nation, la revendication d'intégrer les communes galegophones des Asturies, et de la communauté autonome du Castille et Leon dans la communauté autonome de Galice.
En Galice le nationalisme de gauche est prédominant, il va d'une gauche radicale, comme Primeira Linha, et de mouvements terroristes tels Resistência Galega, jusqu'aux positions modérées de centre gauche du BNG.
Le BNG est le seul parti nationaliste représenté au Parlement de Galice.

## Origine
Le nationalisme galicien s'organise comme idéologie politique dans le contexte des tendances fédéralistes de l'Espagne du XIXe siècle. Le mouvement est soutenu et alimenté par une fraction du monde de la littérature et des arts. Une frange des intellectuels les plus reconnus, comme dans beaucoup d'autres régions d'Europe, contribuent à forger la renaissance du nationalisme. 

### Une nation historique
La notion moderne de nation s'appuie sur l'histoire singulière du nord-ouest de la péninsule ibérique. Toutefois il est risqué de se compromettre à identifier le processus historique qui a abouti au nationalisme galicien en remontant, par exemple, à la Gallaecia romaine.

### L'émergence d'une identité nationale
Après ce qu'on avait appelé les siècles obscurs, depuis l'époque des rois catholiques jusqu'au XIXe siècle et pendant lesquels l'utilisation de la langue galicienne a été reléguée dans le monde rural, vers le milieu du siècle eut lieu un mouvement littéraire — en parallèle avec d'autres mouvements semblables dans d'autres régions — qui fut appelé Rexurdimento (Renaissance). Ce mouvement prétendait établir une situation d'égalité d'utilisation du galicien et du castillan. Toutefois c'est la réécriture de l'histoire de la Galice, avec le lien essentiel à la culture des castros et la protohistoire des celtes qui est la base de cette prise de conscience par une grande partie des intellectuels galiciens. D'autres historiens, qui sont rentrés dans l'oubli, et recherchaient des liens privilégies avec le monde antique méditerranéen, en particulier la Grèce antique. 
Ce courant fut promu par les auteurs les plus reconnus de la littérature galicienne. Il s'agissait d'auteurs (cultivés et politiques) à un moment où le nationalisme se trouvait en plein essor dans toute l'Europe. Ils ont reçu pour nom Les Précurseurs : la liste des membres de ce courant fut établie par l'historien et journaliste galicien Manuel Murguía, marié avec Rosalía de Castro, dans son livre Les Précurseurs, liste qu'il pensait étendre. Ce sont : Faraldo, Aguirre, Sánchez Deus, Astras Brun, Pondal, Cendón, Rosalía de Castro, Avendaño, Vicetto et Ignotus.  
Les années noires du nationalisme galicien commencèrent, la langue galicienne et la conscience de nation survécurent dans les villages, tandis que les hautes classes et la bourgeoisie adoptèrent ce qui est castillan comme l'élément différenciateur social.
L'Illustration, un journal de ce siècle, a avivé l'étincelle du nationalisme galicien, tout en représentant la naissance du fédéralisme. Commença un processus d'acquisition de dignité sociale dans l'usage de la langue galicienne, et en atteignant dans certaines œuvres un niveau de pureté langue reconnue (Rosalía de Castro, Pondal, Curros Enriquez...).
L'instable situation politique de l'Espagne au long du XIXe siècle a été propice à une série de soulèvements armés pour la recherche de l'indépendance, ces soulèvements furent peu soutenus par la population et ils ont abouti un échec pratiquement absolu.

## Du premier projet d'autonomie de 1936 à sa réalisation

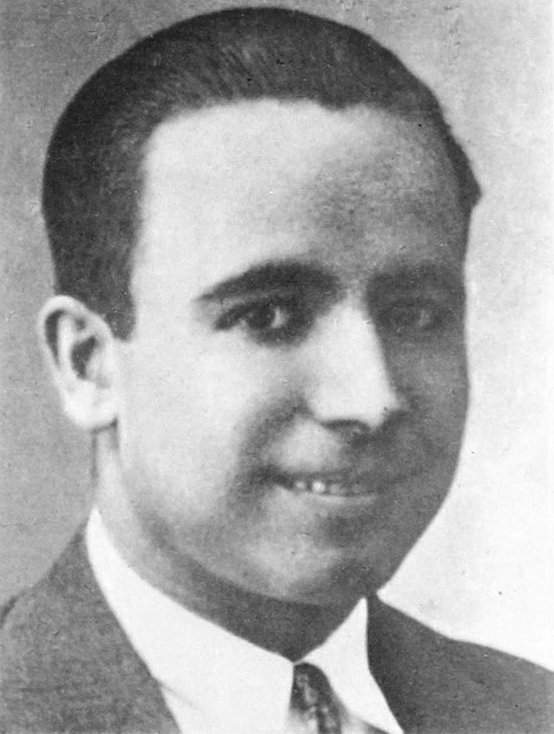
Alexandre Bóveda, nationaliste galicien fusillé le 17 aout 1936, après un procès sommaire.

La graine de l'autonomie était déjà semée sous la Seconde République espagnole (1931-1936) : pour la Galice en 1936 existait déjà un projet de statut, qui devait être lu devant les Cortès à Madrid par l'auteur politique le plus célèbre et dessinateur Castelao. Ce projet n'a jamais vu le jour à cause du soulèvement franquiste du 18 juillet 1936 coupant ce processus politique. Puis la victoire des troupes franquistes mit fin à toute tentative d'indépendance politique.
Pendant la dictature du général Franco tout mouvement concernant le nationalisme et la langue galicienne fut interdit. Il fallut attendre l'arrivée de la transition à la démocratie pour former un nouveau parti nationaliste. Longa noite de pedra (longue nuit de pierre), titre d'un poème de Celso Emilio Ferreiro symbolise la période franquiste.
Quant à l'obtention du statut d'autonomie pour la Galice, on dut encore attendre les dernières années de la décennie 1970.
Après le décès du dictateur, dans la nouvelle et jeune démocratie espagnole, la Galice a obtenu son statut d'autonomie avec la spécificité d'être une nationalité historique à l'instar de la Catalogne et du Pays basque.

## Le nationalisme galicien depuis 1975

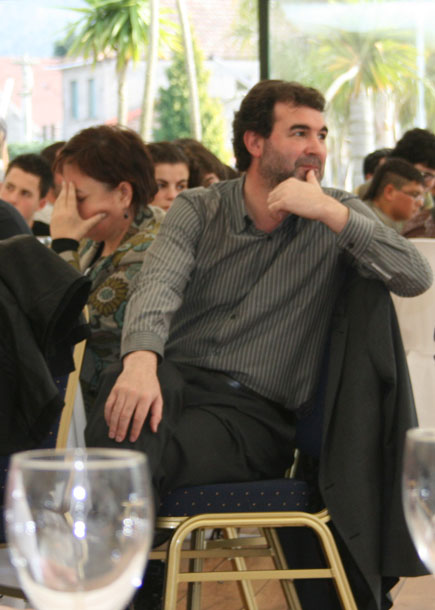
Anxo Quintana, porte-parole du BNG et vice-président de la xunta de Galicia de
2005 à mars 2009, gouvernement de la communauté autonome de Galice.

Longtemps la capitale de la Galice fut la ville de La Corogne. Au fil du temps on finit par transférer les institutions les plus significatives vers Saint-Jacques-de-Compostelle jusqu'à ce qu'on ait établi, finalement, dans cette ville l'actuelle capitale. Le gouvernement autonome porte la dénomination de Junte de Galice (Xunta de Galicia en galicien) et exerce les compétences qui lui sont dévolues par le statut d'autonomie.
D'après la Constitution espagnole de 1978 tout ce qui est relatif aux autonomies est un motif de loi organique, pour lequel les gouvernements autonomes exercent une fonction auxiliaire. C'est-à-dire qu'ils peuvent légiférer pour leur territoire sur ce qui n'existe pas dans la législation étatique. Leurs relations avec d'autres États restent hors des compétences autonomes. Mais l'intégration dans l'Union européenne a rendu possible les relations inter-régionales. Celles-ci sont une pratique à laquelle les dirigeants des communautés autonomes d'Espagne recourent fréquemment.
Dans le cas de la Galice, l'ex-président de la Xunta, Manuel Fraga Iribarne, a beaucoup favorisé ce type de relations durant les dernières années, relations surtout de type commercial. Le gouvernement de Fraga, le leader du Parti populaire (PP) depuis plus d'une décennie, qui avait perdu la présidence aux élections de juin 2005 devant le premier parti de l'opposition, le Parti socialiste ouvrier espagnol (PSOE) qui avait déjà eu la présidence de la Xunta début des années 1980, vient de reprendre avec l'appui du parti nationaliste (PNG) la tête du gouvernement galicien sous Emilio Pérez Touriño leader du PSdeG-PSOE, qui nomme le nationaliste Anxo Quintana du BNG à la vice-présidence.
Les plus importants partis nationalistes sont le BNG (Bloc Nationaliste Galicien), (quasiment le seul à revendiquer l'appellation de nationaliste) avec Xosé Manuel Beiras à la tête, et le PSG-EG (Parti socialiste galicien – Gauche galicienne). Le premier, après les élections autonomes de 2001 et 2005, devient la troisième force politique de la Galice. Ce n'est formellement pas un parti politique, mais une organisation supra-partisane.
Subsiste l'UPG, qui se déclare parti marxiste-léniniste et poursuit l'indépendance absolue de la Galice. Par contre, le PSG-EG est un parti authentique, fusion de Gauche Galicienne (avant Parti ouvrier galicien - POG), avec le PSG, représentant un nationalisme plus modéré. Durant les dernières années il y eut certaines scissions dans ces partis. Le PSG se sépara d'EG. Une partie a fusionné avec le PSOE, une autre a suivi la ligne antérieure du PSG, et le reste a été intégré dans le BNG. À son tour, une partie de ce qui fut l'ancien PSOE continue à se présenter avec ce nom.
Pour donner des chiffres, on peut dire que seulement dans la seconde moitié de la décennie des années 1980, les partis de gauche sont passés de 31,4 % des votes à 46 %. À son tour, le vote nationaliste a évolué de 9,9 % à 16 % avec un support maximum de 24,8 % en 2001. De nos jours, le nationalisme galicien est largement représenté dans le parlement étatique, chose qui il y a une décennie était impensable.
La majorité des tendances nationalistes galiciennes sont comprises dans le Bloque Nacionalista Galego (BNG) qui dispose de 13 sièges au Parlement de Galice. 
Il existe de même des partis d'indépendantistes comme le Frente Popular Galego (FPG) et Unidade Popular (Nós-UP), ainsi qu'un mouvement d'extrême droite galicien, Identidade Galega (Identité galicienne) dont les résultats électoraux sont marginaux (0,1 % dans la province de La Corogne lors des régionales de 2005). Ce mouvement, bien que défendant l'identité et la culture galicienne, ne peut être considéré comme indépendantiste.
Depuis 2012, le Bloc nationaliste galicien est confronté à un effritement notable de ses positions en raison de la concurrence de nouveaux partis nationalistes. Anova-Fraternité nationaliste est fondée directement à partir d'une scission du BNG avant de participer à la création d'En Marea, une coalition de gauche radicale aux accents nationalistes, proche au niveau national de Podemos dont elle est la déclinaison régionale. De ce fait, aux élections au Parlement de Galice de 2016, le BNG ne recueille plus que 8,33 % des voix et six sièges tandis qu'En Marea remporte 19,07 % des voix et 14 sièges. Par conséquent, si les résultats du BNG sont en baisse régulière, il est difficile de parler d'un véritable déclin du nationalisme galicien. Toutefois, la division de ce mouvement en deux factions de gauche et l'absence de mouvances nationalistes orientées à droite et susceptible de contrebalancer la domination du Parti populaire sur la région empêche pour le moment le nationalisme galicien d'être en mesure de gouverner la Galicie. 
Au niveau national, le BNG a perdu ses deux sièges au Congrès des députés lors des deux élections générales de 2016.

### Sources et bibliographie
- (es) Jesǘs de Juana et Julio Prada, Historia contemporánea de Galicia, Barcelone, Ariel, 2005, 1° éd., 544 p. (ISBN 84-344-6790-9)
- Pilar Martínez-Vasseur (coord.), La Question nationale en Espagne (La question nationale en Espagne : Euskadi, Catalogne, Galice, Andalousie), 2002,CRINI, 119 pages,  (ISBN 2-86939-180-3). (certains textes en langue française et d'autres en espagnol)
- Ouvrage collectif coordonné par Jean-Louis Guereña suivi d'une sélection de documents, Les Nationalismes dans l'Espagne contemporaine -Idéologies, mouvements, symboles, Éditions du temps, 2001, 383 pages,  (ISBN 2-84274-183-8) (certains textes en langue française et d'autres en espagnol)

 : document utilisé comme source pour la rédaction de cet article.